# Гамонеда, Антонио
Анто́нио Гамоне́да (исп. Antonio Gamoneda; род. 30 мая 1931, Овьедо) — испанский поэт. Представитель «поколения пятидесятых годов» .

## Биография и творчество
В трёхлетнем возрасте Гамонеда лишился отца, который также был поэтом. Переехал с матерью в Леон, где и прожил всю жизнь. В 1945—1969 годах служил курьером в банке. В годы франкизма практически не публиковался. Сотрудничал с Антони Тапиесом и др. художниками. Переводчик Назыма Хикмета и Стефана Малларме. С 1980 возглавляет Фонд Сьерра-Рамбле, основанный в 1877 году Франсиско Хинером для образования крестьян и рабочих.

## Произведения

### Стихи
- Sublevación inmóvil (1960, премия Адонаис)
- Descripción de la mentira (1977)
- León de la mirada (1979)
- Blues castellano (1982)
- Lápidas (1986)
- Edad, poesía 1947—1986 (1987, Национальная литературная премия)
- Libro del frío (1992)
- Sección de la memoria (1993)
- Poemas, Palma (1996)
- Cuaderno de octubre (1997)
- Pavana impura (2000)
- Sólo luz: antología poética (2000)
- Arden las pérdidas (2003)
- La voz de Antonio Gamoneda (2004)
- Reescritura (2004)
- Cecilia (2004)
- Esta luz: poesía reunida (1947—2004) (2004)
- Extravío en la luz (2009)

### Проза
- Libro de los venenos (1995)
- Relación y fábula (1997)
- El cuerpo de los símbolos (1997)

## Признание
Почётный доктор Леонского университета. Лауреат Европейской премии по литературе (2005), Премии королевы Софии (2006), Премии Сервантеса (2006).